# Herb gminy Istebna
Herb gminy Istebna – jeden z symboli gminy Istebna, ustanowiony 26 lutego 1993.

## Wygląd
Herb przedstawia na tarczy dwudzielnej w pas na pola: górne błękitne i dolne zielone na polu dolnym drzewo z zielonymi liśćmi, pod nim po lewej stronie koń z pługiem, po prawej biała koza z białą gałązką. W polu górnym umieszczono również czarną nazwę gminy, a w polu dolnym pod drzewem nazwy sołectw.